# Yatesula calami
Yatesula calami är en svampart som beskrevs av Syd. & P. Syd. 1917. Yatesula calami ingår i släktet Yatesula och familjen Chaetothyriaceae.   Inga underarter finns listade i Catalogue of Life.